# Bertha Vejarano Congo
Bertha Vejarano Congo (San Francisco de Moxos, Territorio Indígena Mojeño Ignaciano (TIMI); 22 de septiembre de 1969) es una lideresa indígena perteneciente al pueblo Moxeño Ignaciano de Bolivia.
Es conocida por liderar la VIII y IX marcha indígena en defensa del Territorio Indígena y Parque Nacional Isiboro Sécure (TIPNIS), en 2011 y 2012 respectivamente.
En las Elecciones Subnacionales de 2021 fue electa por normas y procedimientos propios de los pueblos indígenas como asambleísta titular para formar parte de la Asamblea Departamental del Beni. En 2024 se mantiene en el cargo. 

## Trayectoria
Entre 1999 y 2001 presidió la Organización de Mujeres Indígenas de la Subcentral de San Ignacio; en 2010 fue electa como presidenta del Territorio Indígena Mojeño Ignaciano (TIMI), y entre 2011 y 2016 fue presidenta de la Coordinadora de Pueblos Étnicos Mojeños del Beni (CPEMB). En ambos casos, la elección la convirtió en la primera mujer en asumir este cargo. 
Durante la IX Marcha indígena, los dirigentes afines al gobierno de la Coordinadora de los Pueblos Étnicos de Santa Cruz (CPESC) y la Central Indígena de la Región Amazónica de Bolivia (CIRABO)cuestionaron la honestidad de la lideresa. 
En julio de 2012, recibió el apoyo de la activista del movimiento de Mujeres Creando, María Galindo, quien organizó la “Marcha de las Berthas”.
En 2017, en representación de la CPEMB, postuló a la presidencia de la Confederación de Pueblos Indígenas de Bolivia (CIDOB).  
En 2021, fue elegida como asambleísta departamental de las naciones y pueblos indígena originario campesinos por los pueblos indígenas del Beni. Al interior de esta instancia se convirtió en vicepresidenta de la Comisión de Derechos Humanos y Asuntos Indígenas Originarios Campesinos.

## Cuestionamientos
Tras su presencia como dirigente de la Marcha Indígena fue revelado que en marzo de 2007, Vejarano fue arrestada en la República Federativa de Brasil junto a Virgilio Moy, su esposo, en el aeropuerto internacional de Río de Janeiro, Brasil, con clorhidrato de cocaína.
Por este hecho, Vejarano fue detenida por la Policía Federal de Brasil desde el 2 de marzo hasta mayo de 2007.  Tras demostrar “una precaria situación familiar” se benefició con una sentencia alternativa contemplada en el artículo 346 del Código de Procedimiento Penal de Brasil, para este tipo de casos y porque además, junto a Moy, se declararon culpables del hecho.